# NGC 2469
NGC 2469 (również PGC 22327 lub UGC 4111) – galaktyka spiralna (Sb/P), znajdująca się w gwiazdozbiorze Rysia. Odkrył ją William Herschel 18 marca 1790 roku.